# Vrije rijksstad

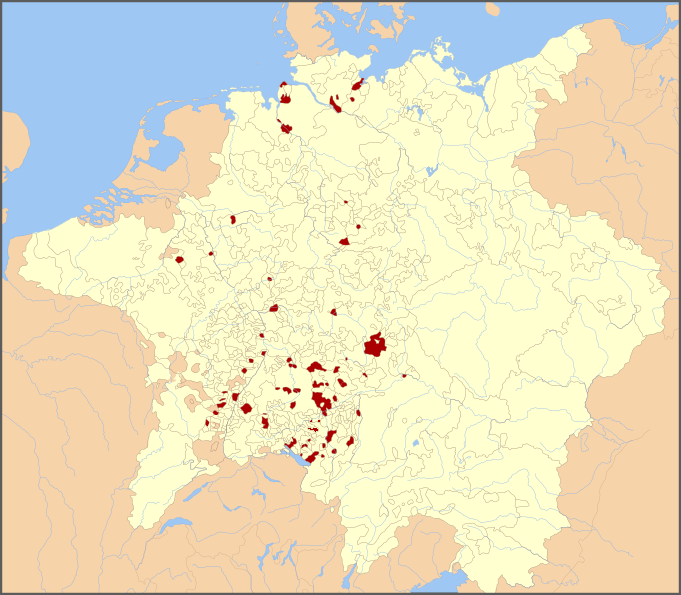
Vrije rijkssteden in het Heilige Roomse Rijk in 1648.

Een vrije rijksstad (Duits: Freie Reichsstadt) was een onafhankelijke stad in het Heilige Roomse Rijk. Deze steden vielen niet onder een lokale vorst maar direct onder de keizer. In die zin waren het geen republieken zoals de Italiaanse stadstaten.
De vrije rijkssteden konden ingedeeld worden in twee categorieën. Vrijsteden of vrije steden (freie Städte) waren van oorsprong bisschoppelijke steden die onafhankelijkheid van de prins-bisschop hadden verkregen. Ze behoefden geen geregelde belasting aan het Heilige Roomse Rijk te betalen en ze mochten niet verpand worden. Rijkssteden (Reichsstädte) hadden zich niet hoeven vrij maken van een bisschop. De wettelijke status verschilde van stad tot stad en uiteindelijk verdween het onderscheid tussen beide. Het begrip "vrijsteden en rijkssteden" evolueerde naar "vrije rijkssteden".
Enkele vrije rijkssteden waren Bazel (sinds 1000), Worms (sinds 1074), Mainz (van 1244 tot 1462), Regensburg (sinds 1245), Straatsburg (sinds 1262), Nijmegen (meerdere malen, o.a. sinds 1230), Spiers (sinds 1294) en Keulen (sinds 1475).

De stad Groningen voerde en voert de keizerlijke adelaar met twee koppen in het wapen.

Ook Groningen maakte zich in de 15e eeuw in de praktijk los van het sticht Utrecht en eigende zich zelf het wapen van een vrije rijksstad toe. De stad voerde, zoals op het wapen op het orgel in de Martinikerk is te zien, ook de keizerskroon boven het stadswapen.
Het aantal rijkssteden varieerde in de loop der tijd zeer en bereikte op gegeven moment enige honderden. In 1792 waren er nog 51 over, merendeels kleine steden in Zwaben. Ook in de Nederlanden en in de Elzas waren nog een paar vrijsteden.
De rijkssteden vormden het derde college van de Duitse Rijksdag, na de colleges van de keurvorsten en de vorsten. Ze waren verdeeld over twee banken: de Rijnlandse (R) en de Zwabische (Z). De rijkssteden waren ook vertegenwoordigd in de kreitsen: de Frankische Kreits (F), de Beierse Kreits (B), de Zwabische Kreits (Z), de Boven-Rijnse Kreits (BR), de Neder-Saksische Kreits (NS) en de Nederrijns-Westfaalse Kreits (NW) (zie onderstaande tabel)
Krachtens de Reichsdeputationshauptschluss werden vrijwel alle vrijsteden en rijkssteden in 1803 gemediatiseerd. Slechts zes steden behielden hun zelfstandigheid: Augsburg, Bremen, Frankfurt, Hamburg, Lübeck en Neurenberg. In 1805 verloor Augsburg zijn zelfstandigheid met de Vrede van Presburg, en bij de opheffing van het Heilige Roomse Rijk in 1806 verdwenen ook Neurenberg en Frankfurt. In 1810 werden de laatste drie - Bremen, Hamburg en Lübeck - bij Frankrijk ingelijfd. Na de val van het Franse keizerrijk herstelde het Congres van Wenen de zelfstandigheid van vier voormalige rijkssteden binnen de Duitse Bond: Hamburg, Bremen, Lübeck en Frankfurt am Main.
Frankfurt werd in 1866 door Pruisen geannexeerd. De drie overgebleven steden maakten deel uit van het nieuwe Duitse keizerrijk van 1870. In 1937 werd tijdens het Derde Rijk Lübeck bij Pruisen ingelijfd. Bremen en Hamburg zijn dus de laatste die een zelfstandige positie hebben binnen de huidige bondsrepubliek.
Danzig droeg van 1919 tot 1939 eveneens de titel vrije stad (vrije stad Danzig).

## Lijst van vrije rijkssteden in 1792
met vermelding van hun bank in de Rijksdag, hun ligging in een kreits en het einde van hun zelfstandigheid
| naam                     | bank | kreits | einde | kwam aan                             |
| ------------------------ | ---- | ------ | ----- | ------------------------------------ |
| Aalen                    | Z35  | Z26    | 1803  | Württemberg                          |
| Aken                     | R2   | NW2    | 1801  | Frankrijk                            |
| Augsburg                 | Z2   | Z1     | 1805  | Beieren                              |
| Biberach                 | Z17  | Z14    | 1803  | Baden                                |
| Bopfingen                | Z37  | Z27    | 1803  | Beieren                              |
| Bremen                   | R8   | NS6    | 1810  | Frankrijk                            |
| Buchau                   | Z36  | Z28    | 1803  | Thurn en Taxis                       |
| Buchhorn                 | Z34  | Z25    | 1803  | Beieren                              |
| Dinkelsbühl              | Z16  | Z13    | 1803  | Beieren                              |
| Dortmund                 | R12  | NW3    | 1803  | Oranje-Nassau                        |
| Esslingen                | Z5   | Z3     | 1803  | Württemberg                          |
| Frankfurt                | R6   | BR3    | 1806  | vorst-primaat van de Rijnbond        |
| Friedberg                | R13  | BR4    | 1803  | Hessen-Darmstadt                     |
| Gengenbach               | Z32  | Z30    | 1803  | Baden                                |
| Giengen                  | Z31  | Z23    | 1803  | Württemberg                          |
| Goslar                   | R7   | NS2    | 1803  | Pruisen                              |
| Hamburg                  | R9   | NS5    | 1810  | Frankrijk                            |
| Heilbronn                | Z12  | Z9     | 1803  | Württemberg                          |
| Isny                     | Z25  | Z20    | 1803  | graaf van Quadt-Wyckrath             |
| Kaufbeuren               | Z22  | Z17    | 1803  | Beieren                              |
| Kempten                  | Z20  | Z16    | 1803  | Beieren                              |
| Keulen                   | R1   | NW1    | 1801  | Frankrijk                            |
| Leutkirch                | Z28  | Z21    | 1803  | Beieren                              |
| Lindau                   | Z15  | Z12    | 1803  | vorst van Bretzenheim                |
| Lübeck                   | R3   | NS1    | 1810  | Frankrijk                            |
| Memmingen                | Z14  | Z11    | 1803  | Beieren                              |
| Mühlhausen               | R10  | NS3    | 1803  | Pruisen                              |
| Neurenberg               | Z3   | F1     | 1806  | Beieren                              |
| Nördlingen               | Z7   | Z5     | 1803  | Beieren                              |
| Nordhausen               | R11  | NS4    | 1803  | Pruisen                              |
| Offenburg                | Z27  | Z29    | 1803  | Baden                                |
| Pfullendorf              | Z26  | Z24    | 1803  | Baden                                |
| Ravensburg               | Z18  | Z15    | 1803  | Beieren                              |
| Regensburg               | Z1   | B      | 1803  | Keurvorstendom van de aartskanselier |
| Reutlingen               | Z6   | Z4     | 1803  | Württemberg                          |
| Rothenburg ob der Tauber | Z8   | F2     | 1803  | Beieren                              |
| Rottweil                 | Z10  | Z8     | 1803  | Württemberg                          |
| Spiers                   | R5   | BR2    | 1801  | Frankrijk                            |
| Schwäbisch Gmünd         | Z13  | Z10    | 1803  | Württemberg                          |
| Schwäbisch Hall          | Z9   | Z6     | 1803  | Württemberg                          |
| Schweinfurt              | Z19  | F4     | 1803  | Beieren                              |
| Überlingen               | Z11  | Z7     | 1803  | Baden                                |
| Ulm                      | Z4   | Z2     | 1803  | Beieren                              |
| Wangen                   | Z24  | Z19    | 1803  | Beieren                              |
| Weil der Stadt           | Z23  | Z18    | 1803  | Württemberg                          |
| Weißenburg               | Z30  | F5     | 1803  | Beieren                              |
| Wetzlar                  | R14  | BR5    | 1803  | Keurvorstendom van de Aartskanselier |
| Wimpfen                  | Z29  | Z22    | 1803  | Hessen-Darmstadt                     |
| Windsheim                | Z21  | F3     | 1803  | Beieren                              |
| Worms                    | R4   | BR1    | 1801  | Frankrijk                            |
| Zell am Harmersbach      | Z33  | Z31    | 1803  | Baden                                |

## Oude vrijsteden die nu in Frankrijk liggen
tot aan de Franse Revolutie, de elf rijkssteden van de Elzas:
- Straatsburg (Vrijstad Straatsburg)
- en de steden van de in 1354 opgerichte Tienstedenbond:

Colmar (Colmar)
Haguenau (Hagenau)
Kaysersberg (Kaisersberg)
Munster (Münster)
Obernai (Oberehnheim)
Rosheim (Rosheim)
Sélestat (Schlettstadt)
Turckheim (Türchheim)
Wissembourg (Weißenburg im Elsass)
Mulhouse (Mülhausen)
tot de Vrede van Nijmegen, 1678/1679
- Besançon (Bisanz)

tot de Vrede van Münster, 1648
- de drie bisschopssteden van Lotharingen:

Metz (Metz)
Toul (Tull)
Verdun (Wirten)
tot de annexatie
- Straatsburg

## Oude vrijsteden die nu in de Nederlanden liggen
- Deventer (1495–1528)
- Groningen (1495–1536)
- Kampen (1495–1528)
- Kessenich (?–1795)
- Nijmegen (1230–1247/56)
- Vianen (1282-1679)
- Zwolle (1495–1528)

## Oude vrijsteden die nu in Zwitserland liggen
De volgende vrijsteden hebben zich in de loop der tijd aangesloten bij het Zwitserse eedgenootschap:
- Bazel
- Bern
- Fribourg
- Luzern
- Schaffhausen
- Solothurn
- Zürich